# Historia de la farmacia en Estados Unidos de América

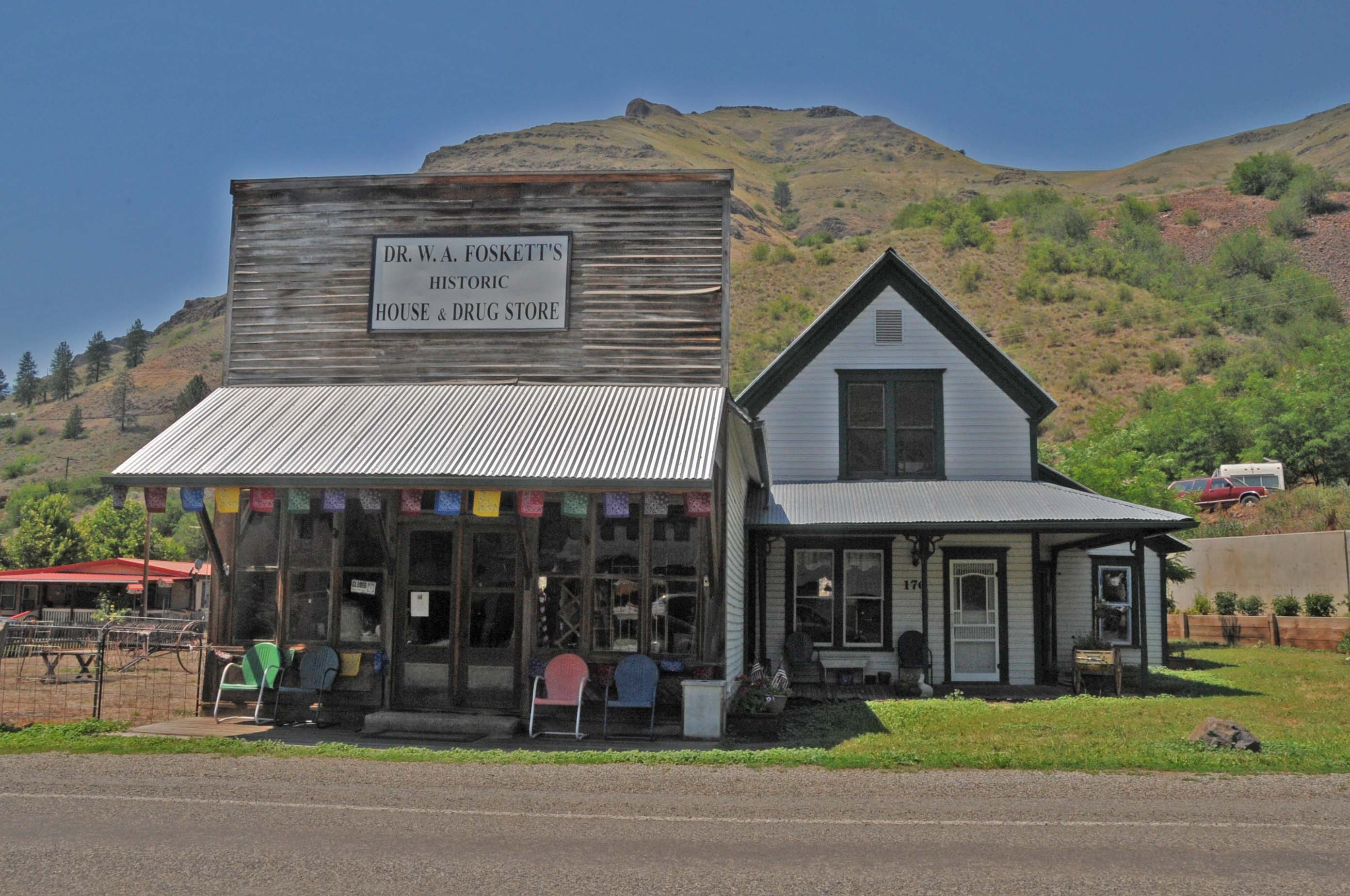
El hogar y farmacia Dr. Wilson Foskett, inaugurado hacia 1897, es actualmente un edificio histórico en el Condado de Idaho (Idaho). Muestra como los negocios farmacéuticos dirigidos por un médico en unión con su práctica médica, era una característica omnipresente de la medicina en la América del Norte del, persistieron en áreas más rurales durante el, a veces incluso hasta el.

La historia de la farmacia en los Estados Unidos de América es la narración de un crisol de innovaciones farmacéuticas extraídas a partir de los avances que compartieron los europeos, la medicina nativa americana y las plantas medicinales recién descubiertas en el Nuevo Mundo. La farmacia estadounidense surgió siglo XVIII de esta mezcla, y ha impactado en la historia de los EE. UU. y en el curso global de la farmacia.

## Siglo XVIII
A inicios del siglo XVIII James Edward Oglethorpe, fundador de la Provincia de Georgia, con el apoyo financiero de la Sociedad de Boticarios de Londres y otros, emprendió un esfuerzo para identificar y trasplantar especies de plantas beneficiosas de las colonias tropicales a Savannah, Georgia. Desafortunadamente para Oglethorpe (y para todos los colonos del sur), la expedición que marcó este primer intento de un grupo organizado de boticarios del Viejo Mundo de beneficiarse del potencial de la Norteamérica británica como granja de medicinas nunca dio frutos. El investigador principal de la expedición al Caribe, el botánico Robert Miller, se vio obstaculizado por una enfermedad y la falta de cooperación de los colonos españoles, y todo el apoyo de Londres cesó cuando Miller murió sin mucho éxito.
Las primeras "farmacias" en Norteamérica "aparecieron en Bethlehem, Pensilvania, Boston, Nueva York, y Filadelfia" probablemente como protofarmacias en el siglo XVII—por ejemplo Gysbert van Imbroch (1610-1665) dirigió una "tienda general" que vendía medicamentos desde 1663 hasta 1665 en Wiltwijck, Nuevos Países Bajos, actual Kingston (Nueva York)— precediendo a las boticas dedicadas del siglo XVIII y proporcionando un modelo. Debido a ese modelo y a costumbres que se remontan a las primeras boticas del mundo árabe medieval, la mayoría de las farmacias continuaron vendiendo productos más generales, perfumes, cosméticos y bebidas de todo tipo junto con medicamentos, y todavía lo hacen.

### Christopher Marshall

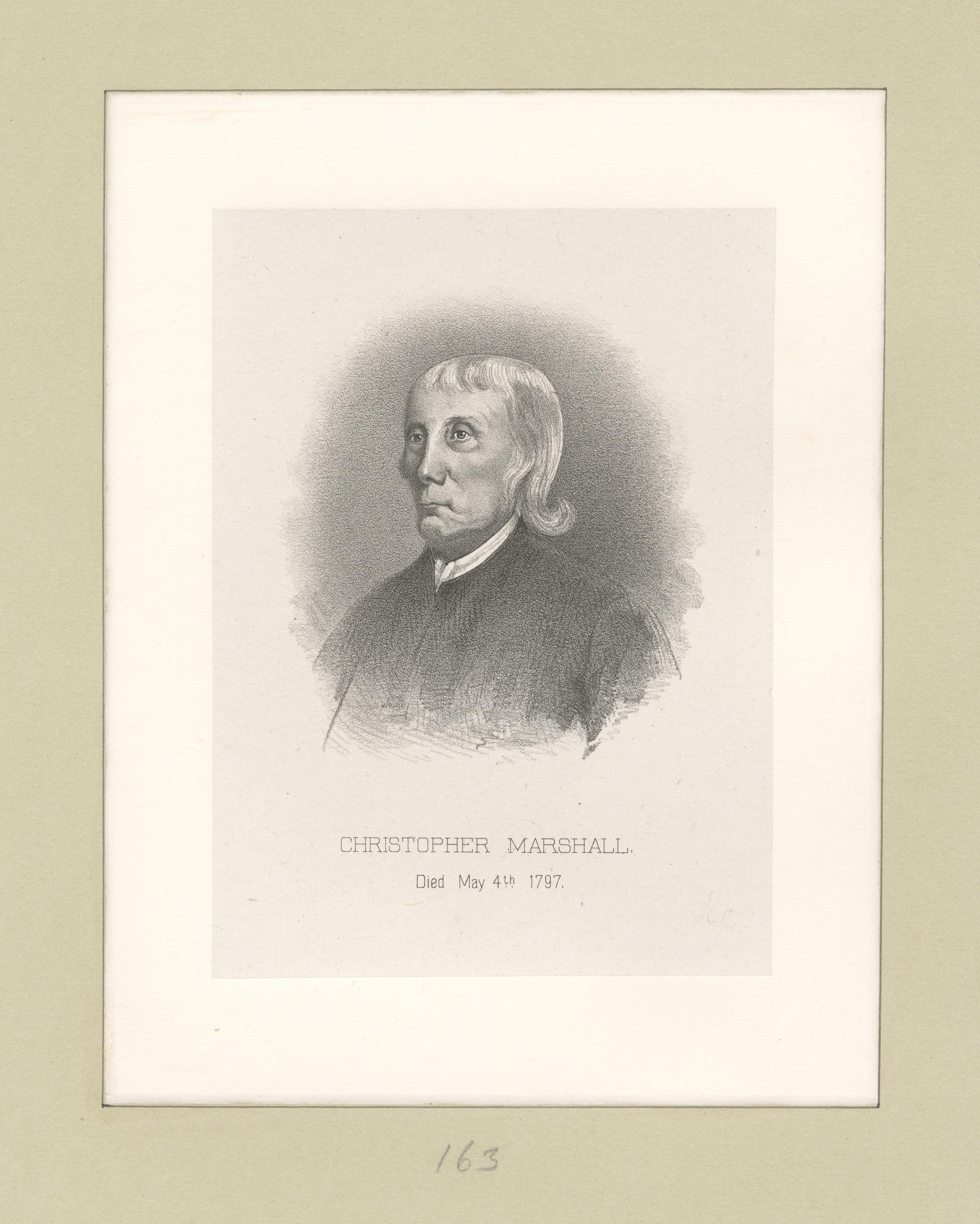
Retrato de Christopher Marshall. Biblioteca Pública de Nueva York.

Christopher Marshall (1709-1797) fue un inmigrante irlandés nacido en Dublín que llegó a Filadelfia en 1727 y dos años después estableció su botica llamada Marshall Drug Store (Farmacia Marshall). Durante 96 años, esta empresa farmacéutica se convirtió en una tienda minorista, un núcleo de fabricación química a gran escala, una escuela de formación "práctica" para farmacéuticos y un depósito de suministros importante durante la Revolución de las Trece Colonias ya que Marshall era uno de los patriotas (habitantes de las Trece Colonias que se oponían al control británico). Christopher Marshall también es conocido por The Remembrancer, un diario que mantuvo durante la Revolución y la Guerra pero que no fue publicado hasta 1839 como Extracts from the Diary of Christopher Marshall, 1774-1781. Finalmente la farmacia fue administrada por su nieta Elizabeth (1768-1836), la segunda mujer farmacéutica de los Estados Unidos. Charles Marshall (1744-1825), hijo de Christopher y padre de Elizabeth, fue el primer presidente del Colegio de Boticarios de Filadelfia.

### John Morgan

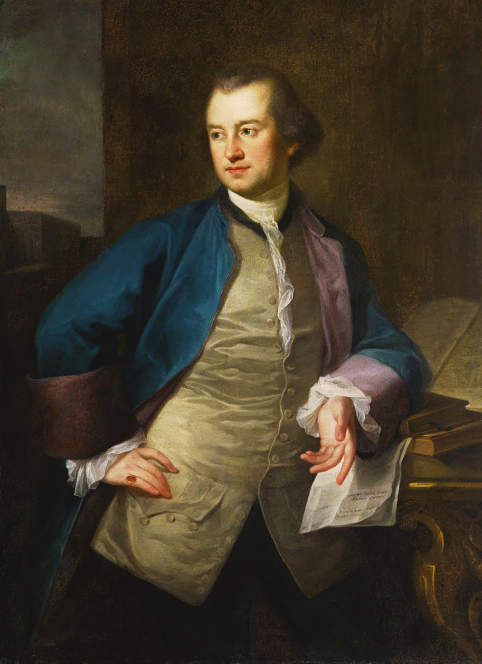
John Morgan en 1764. Retrato por Angelica Kauffmann.
National Portrait Gallery

El Pennsylvania Hospital, fundado en 1751 en Filadelfia, fue el primer hospital establecido en los Estados Unidos. La Farmacia del hospital inició sus operaciones al año siguiente. El primer farmacéutico del hospital fue Jonathan Roberts, pero fue su sucesor John Morgan (1735-1789), cuyo impacto en la Farmacia y la Medicina influyó en cambios que serían de importancia para el desarrollo profesional de la Farmacia en los Estados Unidos. Primero como farmacéutico, luego como médico, abogó por la redacción de recetas médicas y defendió la práctica independiente de ambas profesiones.
John Morgan participó con los británicos en la guerra de los Siete Años con el grado de teniente y sirvió como cirujano en el frente occidental. Después estudió medicina en la Universidad de Edimburgo y se graduó en 1763. Recorrió Europa, realizó prácticas médicas en París y visitó Italia. Durante este tiempo fue elegido miembro de la Real Academia de Cirugía en París (Académie nationale de chirurgie) en 1764; y del Royal College of Physicians de Londres y del Royal College of Physicians of Edinburgh en 1765. En 1765 John Morgan junto con William Shippen Sr., otro graduado de Edimburgo, fundaron la Escuela de Medicina de la Universidad de Pensilvania (actualmente la Escuela de Medicina Perelman), la escuela de medicina más antigua de Estados Unidos. Morgan fue uno de los miembros fundadores de la Sociedad Filosófica Estadounidense  en 1766, en la que fungió como curador de 1769 a 1770.
John Morgan sirvió como cirujano en jefe del Ejército Continental de octubre de 1775 a enero de 1777 durante la guerra de Independencia de los Estados Unidos. Este puesto sería el antecedente del de Cirujano General del Ejército de los Estados Unidos. El Congreso Continental lo autorizó para inspeccionar los hospitales de los regimientos, examinar a sus cirujanos y transferir a los pacientes si fuera necesario. El rencor con los cirujanos de los regimientos se hizo tan extenso que Morgan renunció tras el traslado del Ejército Continental de Boston a la ciudad de Nueva York.

### Andrew Craigie

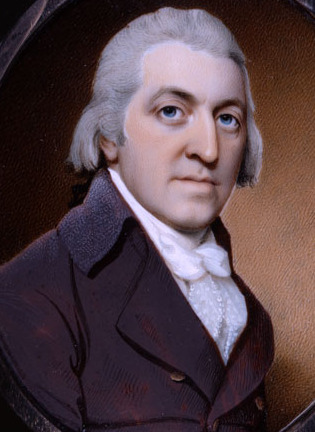
Andrew Craigie en 1800. Retrato atribuido al pintor escocés Archibald Robertson (1765-1835). American Antiquarian Society.

El bostoniano Andrew Craigie (1754-1819) fue designado por el Comité de Seguridad de la Provincia de la bahía de Massachusetts el 30 de abril de 1775 para que se encargara de las tiendas de medicamentos. Aparece enlistado en un manuscrito de "Hombres médicos en la Revolución estadounidense", depositado en la Biblioteca del Congreso de Estados Unidos por el Dr. J. M. Toner. El Congreso Provincial de Massachusetts refirió a Craigie como "comisario de las tiendas de medicamentos" y le encargó el proveer camas, lino y otros suministros necesarios para la atención de los pacientes de las tropas reunidas en los alrededores de Boston. Atendió a los enfermos y heridos en la Batalla de Bunker Hill, dos meses después de su nombramiento. Andrew Craigie es conocido por ser el primer Boticario General del Ejército Continental durante la guerra de Independencia de los Estados Unidos. El Boticario General (en inglés Apothecary General) era un puesto militar dentro de los ejércitos británico y estadounidense en dicho conflicto. Acorde a los estatutos británicos, el Boticario General era un oficial no combatiente quien, bajo el mando de un secretario de guerra, suministraba al ejército con medicamentos, tiendas hospitalarias, instrumentos quirúrgicos, etc., y se mantuvo como Boticario General de los Estados Unidos hasta 1783.

## Siglo XIX
En la primera mitad del siglo XIX la Farmacia en Estados Unidos no era una profesión regulada o restringida. La venta de medicamentos estaba disponible para cualquiera. Los mayoristas suministraban los kits de medicinas. Los medicamentos eran vendidos por las tiendas en general, los médicos o casi cualquier persona sin requerir capacitación. Además de medicamentos, las farmacias vendían una variedad de materiales que incluían productos químicos, tintes, venenos como el arsénico e incluso pinturas y aceites. La mayoría de los medicamentos eran de origen vegetal, pero los importadores no tenían forma de evaluar la calidad. Las materias primas importadas para medicamentos podían variar en calidad. En ocasiones, los medicamentos rechazados en Europa se enviaban a Estados Unidos. Los vendedores poco éticos hacían rendir sus productos añadiendo materiales inertes como aserrín. Posteriormente el ensayo químico de medicamentos se convirtió en una especialidad. Los mayoristas pagaban por el análisis de un embarque antes de aceptarlo.
Los farmacéuticos de Filadelfia, enfrentándose a un deterioro en la práctica de la Farmacia y a una clasificación discriminatoria por parte de la facultad de Medicina de la Universidad de Pensilvania, se reunieron en Carpenters' Hall el 23 de febrero de 1821. El 13 de marzo, en una segunda reunión, se votó para formar el Philadelphia College of Pharmacy (Colegio de Farmacia de Filadelfia) (PCP) actualmente University of the Sciences in Philadelphia. 68 farmacéuticos firmaron la constitución de esta primera asociación farmacéutica en los Estados Unidos. Las clases empezaron el 9  de noviembre de 1821.

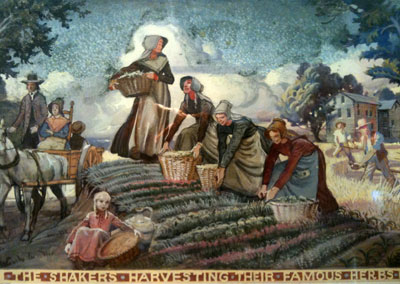
Los Shakers cosechando sus famosas hierbas. Anónimo, anterior a 1923.

La primera industria estadounidense en plantas medicinales fue llevada por la Sociedad Unida de Creyentes en la Segunda Aparición de Cristo, comúnmente conocidos como los Shakers. Ellos empezaron la industria en 1820, alcanzaron su pico en la década de 1860 y después menguaron para finales del siglo XIX. Los Shakers recolectaban o cultivaban alrededor de 200 plantas; luego las secaban, picaban y prensaban en bloques; y después las etiquetaban y vendían a farmacéuticos y médicos en todo el mundo. También producían toneladas de extractos.
En la década de 1850 las compañías empezaron a fabricar los medicamentos que antes eran hechos a mano por los boticarios y farmacéuticos. El gobierno federal impuso impuestos sobre consumos específicos al alcohol durante la guerra civil estadounidense. Al ser un insumo usado comúnmente en las preparaciones farmacéuticas, los altos costos de los medicamentos fabricados favorecieron a los manufacturados. Las licencias requeridas para la venta de alcohol medicinal causaron que las farmacias también vendieran licor, y los consumidores de licor también compraban productos del tabaco.
En Estados Unidos la necesidad de una mejor comunicación entre los farmacéuticos, estándares para la educación y aprendizaje; y un control de calidad sobre los medicamentos importados llevó a convocar una convención de 20 representantes en el Philadelphia College of Pharmacy (PCP) entre el 6 y 8 de octubre de 1852. Así se fundó la American Pharmaceutical Association, actualmente la American Pharmacists Association (APhA). Con Daniel Burlington Smith como su primer presidente y con William Procter Jr. como su primer secretario, la APhA fue la primera asociación de farmacéuticos establecida en los Estados Unidos.
Las leyes de farmacia para regular quién podía ejercerla  se estaban debatiendo en la APhA en 1868. La asociación redactó una ley modelo para su consideración por las legislaturas estatales. Sin regulación, pensaban que los farmacéuticos no estarían adecuadamente capacitados.

### William Procter Jr.

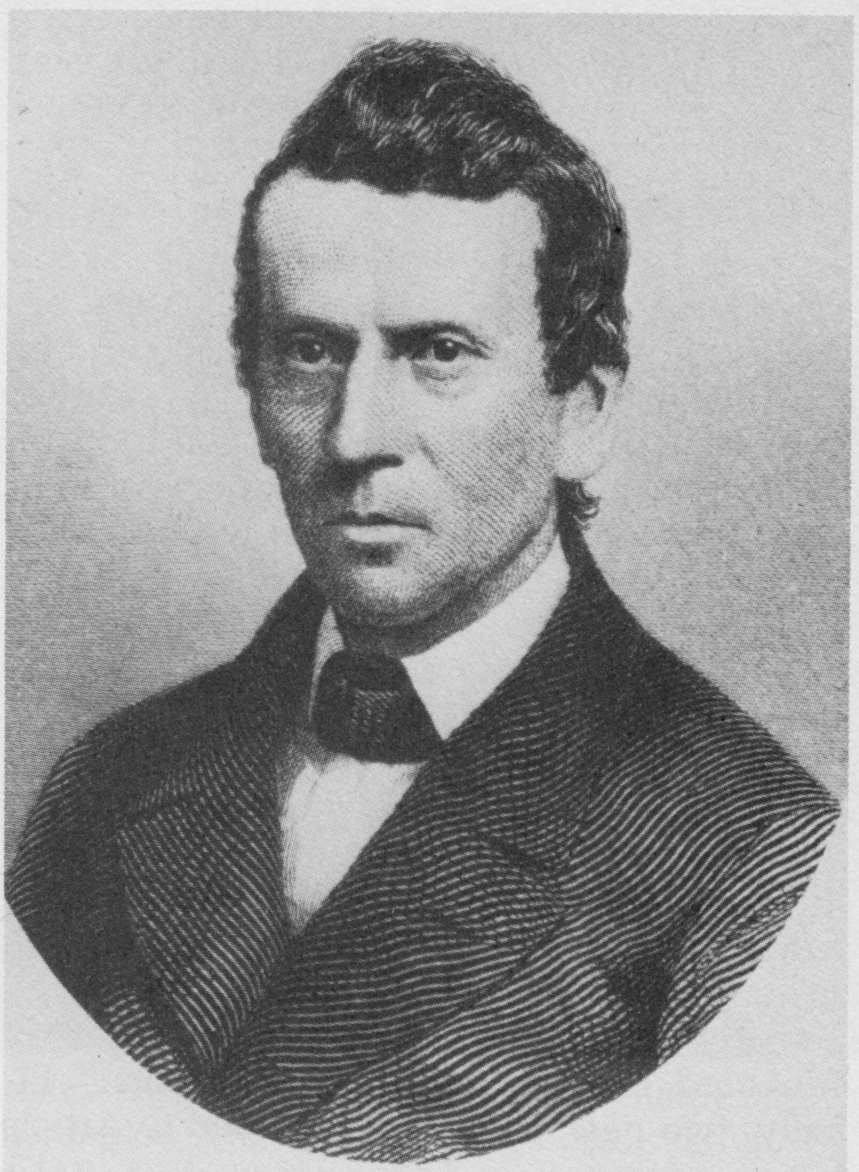
William Procter Jr., primer secretario de la APhA

William Procter Jr. (1817-1874) fue un farmacéutico estadounidense  graduado del Philadelphia College of Pharmacy en 1837. Es generalmente considerado como el Padre de la Farmacia en los Estados Unidos.
En 1840 Procter participó en la revisión de la Farmacopea de Estados Unidos y después el Comité de Revisión lo contrató como consultor por 30 años.
En 1844 Procter abrió su farmacia, en la que incluyó un laboratorio y un área para escribir artículos científicos y editoriales. Investigó una serie de aceites volátiles y experimentó con nuevos métodos e instrumentos. Sus resultados fueron publicados en el American Journal of Pharmacy, del cual fue editor de 1848 a 1870. Él añadió resúmenes de artículos publicados en Gran Bretaña y Francia.
Procter jugó un papel clave en la fundación de la APhA en 1851 al ser su primer secretario y después su presidente. Presionó para lograrla a través de editoriales en el American Journal of Pharmacy. Procter se convirtió en profesor de farmacia práctica y teórica en la Philadelphia College of Pharmacy en 1846. Creía que los aprendizajes eran la mejor manera de formar farmacéuticos. De octubre a febrero se impartían conferencias nocturnas para los aprendices. Sus conferencias cubrieron técnicas farmacéuticas como maceración, percolación y destilación, seguidas de una discusión sobre medicamentos y preparaciones. Continuó en la universidad durante casi 20 años y renunció en 1866. Regresó al cargo en 1872 después de la muerte de Edward Parrish. Procter murió en 1874 poco después de completar una conferencia en la universidad.

### Albert Benjamin Prescott

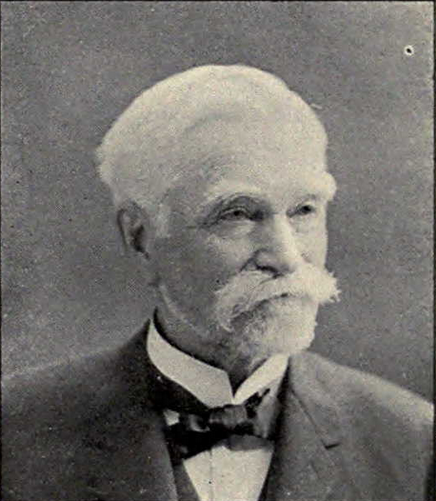
Albert Benjamin Prescott en 1896. Anuario de la Universidad de Míchigan, 1902.

Albert Benjamin Prescott (1832-1905), un graduado en Medicina de la Universidad de Míchigan, fue nombrado en 1876 decano de la Escuela de Farmacia de la misma institución (University of Michigan College of Pharmacy), la primera escuela de Farmacia de una universidad estatal en los Estados Unidos (fue establecida en 1868). Los cambios revolucionarios en el plan de estudios de la educación farmacéutica fueron uno de los mayores logros del doctor Prescott.  A lo largo del siglo XIX, un requisito previo para los estudios farmacéuticos de nivel superior se basaba principalmente en programas de aprendizaje en los que los farmacéuticos aprendían de forma práctica. Según el profesor Edward Parrish, miembro del Philadelphia College of Pharmacy, el objetivo de los programas de aprendizaje era brindar a los estudiantes una experiencia preprofesional y prepararlos para la admisión a los cursos ofrecidos por las universidades. Sin embargo, no existían requisitos legales para la formación preparatoria en la escuela secundaria antes de la inscripción en un programa de aprendizaje. Así la Escuela de Farmacia de la Universidad de Míchigan continuó matriculando estudiantes que eran expertos en memorizar nombres de medicamentos y realizar trabajos prácticos, pero que carecían de conocimientos fundamentales de ciencias básicas. Una vez que el doctor Prescott asumió la responsabilidad de la Escuela de Farmacia de la Universidad de Míchigan, dio un paso bastante innovador al lanzar un programa que no sólo ofrecía una amplia experiencia de laboratorio en ciencias básicas sino que también eliminaba el requisito de aprendizaje por primera vez en la historia. Otros cambios mayores fueron: un laboratorio de Farmacia, un plan de estudios definido que incluía ciencias básicas y un programa que exigía la atención de los estudiantes a tiempo completo. Muchos, incluyendo a William Procter Jr., se mostraron escépticos sobre el mérito del diploma ofrecido en la Universidad debido a requisitos de cursos tan poco tradicionales. Al doctor Prescott incluso se le negó ser delegado en la reunión de la APhA en 1871. Según la cláusula de los estatutos de la APhA, "todas las facultades de Farmacia u organizaciones farmacéuticas locales tendrán derecho a cinco representantes", pero la Universidad de Míchigan no entraba dentro de la definición de "facultad de Farmacia" u "organización farmacéutica" debido a su plan de estudios diferente. El doctor Prescott respondió a la APhA diciendo que el aprendizaje no era la mejor manera de enseñar a los estudiantes ya que se ignoraba la naturaleza de los materiales con los que trataban los estudiantes. Además, apoyó su argumento diciendo que “el farmacéutico que capacitó al aprendiz también recibió un aprendizaje sin orientación científica”, por lo que no había algún avance neto en el conocimiento farmacéutico real. Además de defender la educación farmacéutica basada en laboratorio, el doctor Prescott promovió cursos preparatorios antes de la inscripción universitaria. Entre los requisitos para la Universidad de Míchigan que él estableció antes de la inscripción para garantizar una comprensión adecuada de los cursos de nivel superior estaban "tres años de enseñanza en latín y alemán, álgebra mediante ecuaciones cuadráticas, botánica y física elemental, además de aritmética mediante involución y evolución, y la correcta escritura del inglés". Es posible que los pasos innovadores del Dr. Prescott no hayan sido bienvenidos al principio, pero finalmente los educadores y líderes a cargo de la educación farmacéutica se dieron cuenta de la importancia de sus actos y se adaptaron a los nuevos cambios.

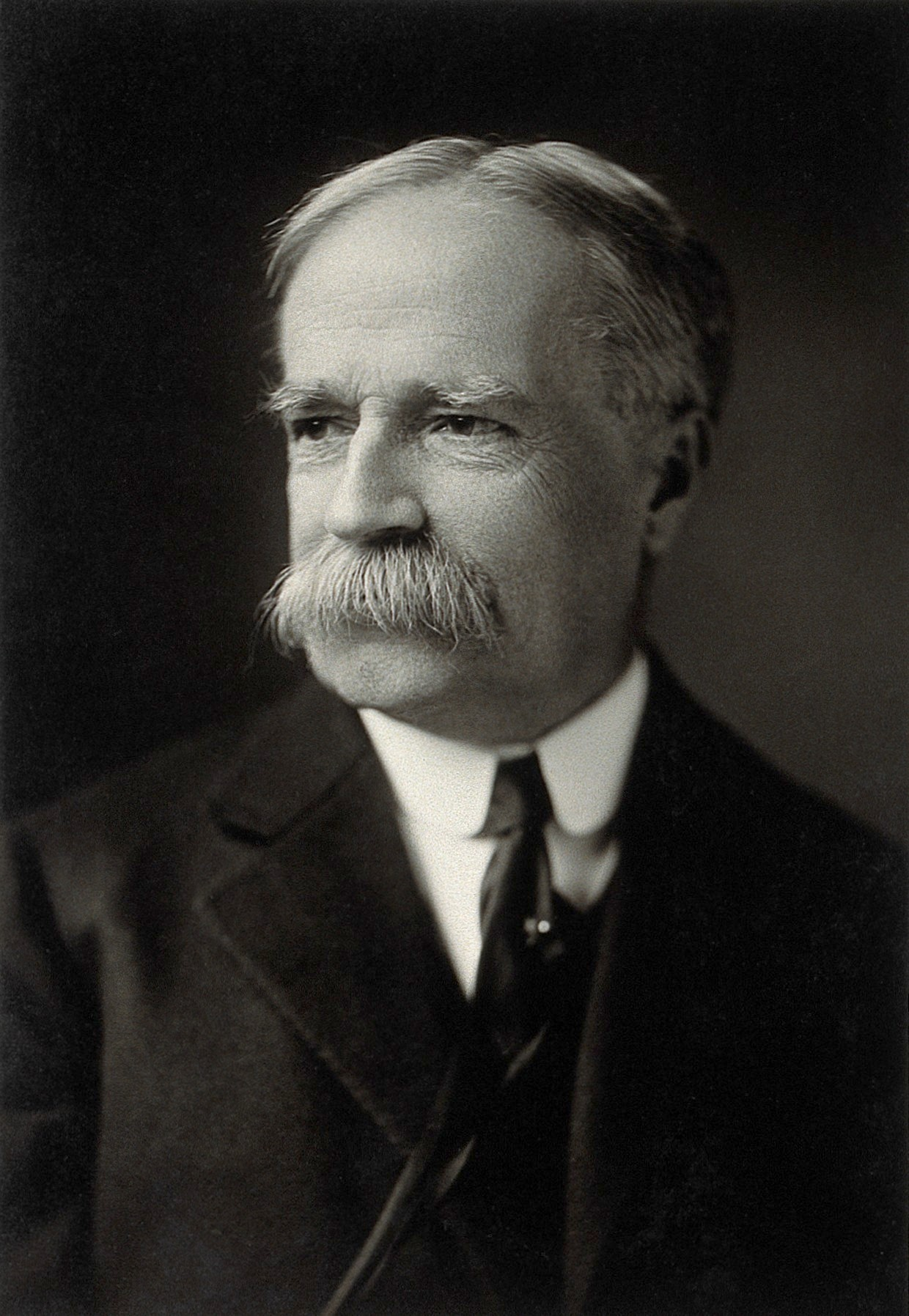
Joseph P. Remington (1847-1918). Fotografía de Frederick Gutekunst.

La Farmacopea de Estados Unidos (United States Pharmacopeia, USP) surgió en 1820 cuando 11 médicos se reunieron  para tomar medidas para proteger a los pacientes de ser dañados por la inconsistencia y baja calidad de las medicamentos preparados de la época. Fue el primer libro de estándares de fármacos de una fuente profesional en haber logrado la aceptación de una nación. En 1877 la USP estaba en riesgo de disolverse debido a la falta de interés de los médicos. Edward Robinson Squibb (1819-1900), fabricante farmacéutico y médico, se refirió a este problema durante una convención de la APhA. Los farmacéuticos formaron un "Comité de Revisión" presidido por el farmacéutico hospitalario Charles Rice y asistido por el profesor Joseph P. Remington. y el doctor Squibb. Con ellos la USP recobró importancia. La USP, junto con el Formulario nacional de medicamentos (NF) fueron adoptados como estándares oficiales en la Ley de Pureza de Alimentos y Medicamentos (Pure Food and Drug Act) de 1906.

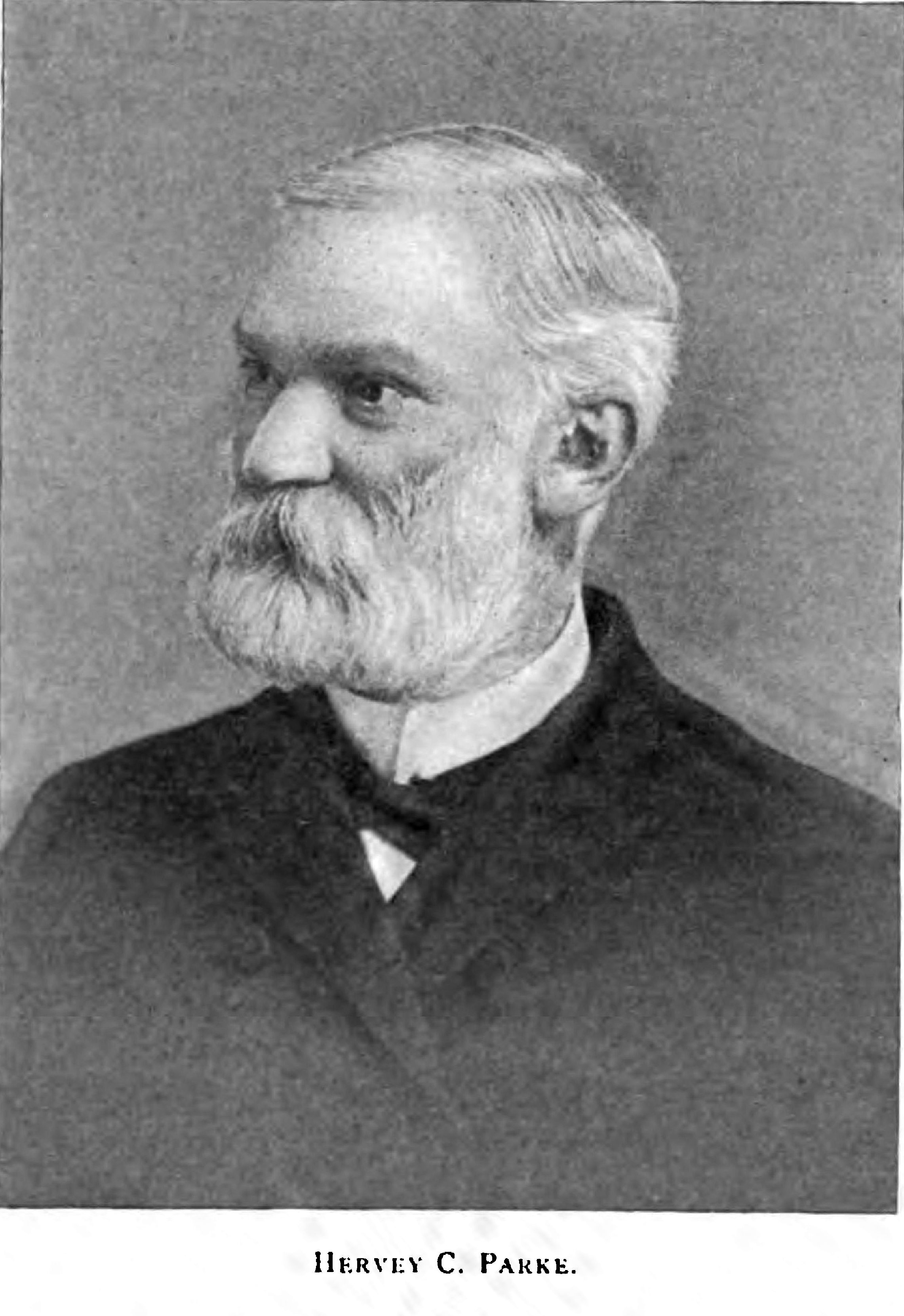
Hervey C. Parke, cofundador de Parke, Davis & Co. en 1899

A pesar de la habilidad profesional y la integridad de los farmacéuticos del siglo XIX raramente las preparaciones de un mismo medicamento herbolario tenían la misma efectividad, aun si eran preparadas por procesos idénticos. Los medicamentos hechos de plantas variaban ampliamente en contenido de alcaloides y glucósidos. La primera solución a este problema llegó cuando en 1879 la compañía farmacéutica Parke, Davis & Co. presentó la primera formulación farmacéutica estandarizada, el "Liquor Ergotae Purificatus" ("Líquido purificado de cornezuelo"). Albert Brown Lyons, como químico en jefe de la compañía, desarrolló adicionalmente un método de ensayo para alcaloides. Hervey C. Parke y George S. Davis, los fundadores de la compañía, reconocieron el valor del trabajo de Lyons y en 1883 anunciaron una lista de veinte "líquidos normales" estandarizados. Parke-Davis también fue pionera en desarrollar estándares farmacológicos y fisiológicos para la industria farmacéutica.
Las expediciones en búsqueda de nuevas plantas medicinales probablemente sean tan antiguas como la Farmacia misma. Científicos aventureros tales como el médico Henry Hurd Rusby abrieron nuevos horizontes para el avance de la Farmacia y la Medicina a finales del siglo XIX. En 1885 fue enviado por Parke, Davis & Co. a Perú para recolectar hojas de coca. El doctor Rusby volvió con 45 mil especímenes botánicos entre los cuales había nuevas plantas medicinales como Guarea guidonia (cocillana). Las preparaciones farmacéuticas a partir de estas plantas siguen siendo importantes en la Medicina. El doctor Rusby posteriormente fue decano de la Escuela de Farmacia de la Universidad de Columbia.

## Siglo XX
Antes del siglo XX, los medicamentos eran generalmente producidos por fabricantes de pequeña escala con poco control regulatorio sobre la fabricación o afirmaciones de seguridad y eficacia. En la medida en que tales leyes existieron, su aplicación fue laxa. En los Estados Unidos, la mayor regulación de las vacunas y otros medicamentos biológicos fue impulsada por los brotes de tétanos y las muertes causadas por la distribución de vacuna contra la viruela y antitoxina diftérica contaminadas. La Ley de Control de Productos Biológicos de 1902 (Biologics Control Act) requería que el gobierno federal otorgara aprobación previa a la comercialización para cada medicamento biológico y para el proceso y las instalaciones que producían dichos medicamentos. A esto le siguió en 1906 la Ley de Pureza de Alimentos y Medicamentos (Pure Food and Drug Act), que prohibía la distribución interestatal de alimentos y medicamentos adulterados o mal etiquetados. Se consideraba que un medicamento estaba mal etiquetado si contenía alcohol, morfina, opio, cocaína o cualquiera de otras drogas potencialmente peligrosas o adictivas, y si su etiqueta no indicaba la cantidad o proporción de dichas drogas. Los intentos del gobierno de utilizar la ley para procesar a los fabricantes por hacer afirmaciones de eficacia sin fundamento se vieron socavados por un fallo de la Corte Suprema que restringió los poderes de aplicación del gobierno federal a casos de especificación incorrecta de los ingredientes del medicamento.

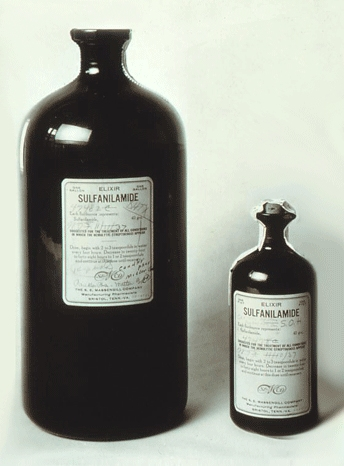
En 1937, más de 100 personas murieron después de ingerir una solución del antibacteriano sulfanilamida formulada con dietilenglicol, un disolvente tóxico.

En 1937, más de 100 personas murieron tras ingerir el "Elixir sulfanilamida" fabricado por S.E. Compañía Massengill de Tennessee. El producto fue formulado en dietilenglicol, un disolvente altamente tóxico que ahora se usa ampliamente como anticongelante. Según las leyes vigentes en ese momento, el procesamiento del fabricante sólo era posible bajo el tecnicismo de que el producto había sido llamado "elixir", lo que literalmente implicaba una solución en etanol. En respuesta a este episodio, el Congreso de los Estados Unidos aprobó la Ley Federal de Alimentos, Medicamentos y Cosméticos de Estados Unidos de 1938 (Federal Food, Drug, and Cosmetic Act), que por primera vez exigía una demostración de seguridad previa a la comercialización antes de que un medicamento pudiera venderse, y prohibía explícitamente las afirmaciones terapéuticas falsas.
Un informe de la Comisión Federal de Comercio publicado en 1958 intentó cuantificar el efecto del desarrollo de antibióticos en la salud pública estadounidense. El informe encontró que durante el período 1946-1955, hubo una caída del 42% en la incidencia de enfermedades para las cuales los antibióticos eran efectivos y sólo una caída del 20% en aquellas para las cuales los antibióticos no eran efectivos. El informe concluye que "parece que el uso de antibióticos, el diagnóstico precoz y otros factores han limitado la propagación de la epidemia y, por tanto, el número de estas enfermedades que se han producido". El estudio examinó además las tasas de mortalidad de ocho enfermedades comunes para las cuales los antibióticos ofrecían una terapia eficaz (sífilis, tuberculosis, disentería, escarlatina, tos ferina, infecciones meningocócicas y neumonía), y encontró una disminución del 56% durante el mismo período. Entre ellos destaca una disminución del 75% en las muertes por tuberculosis.

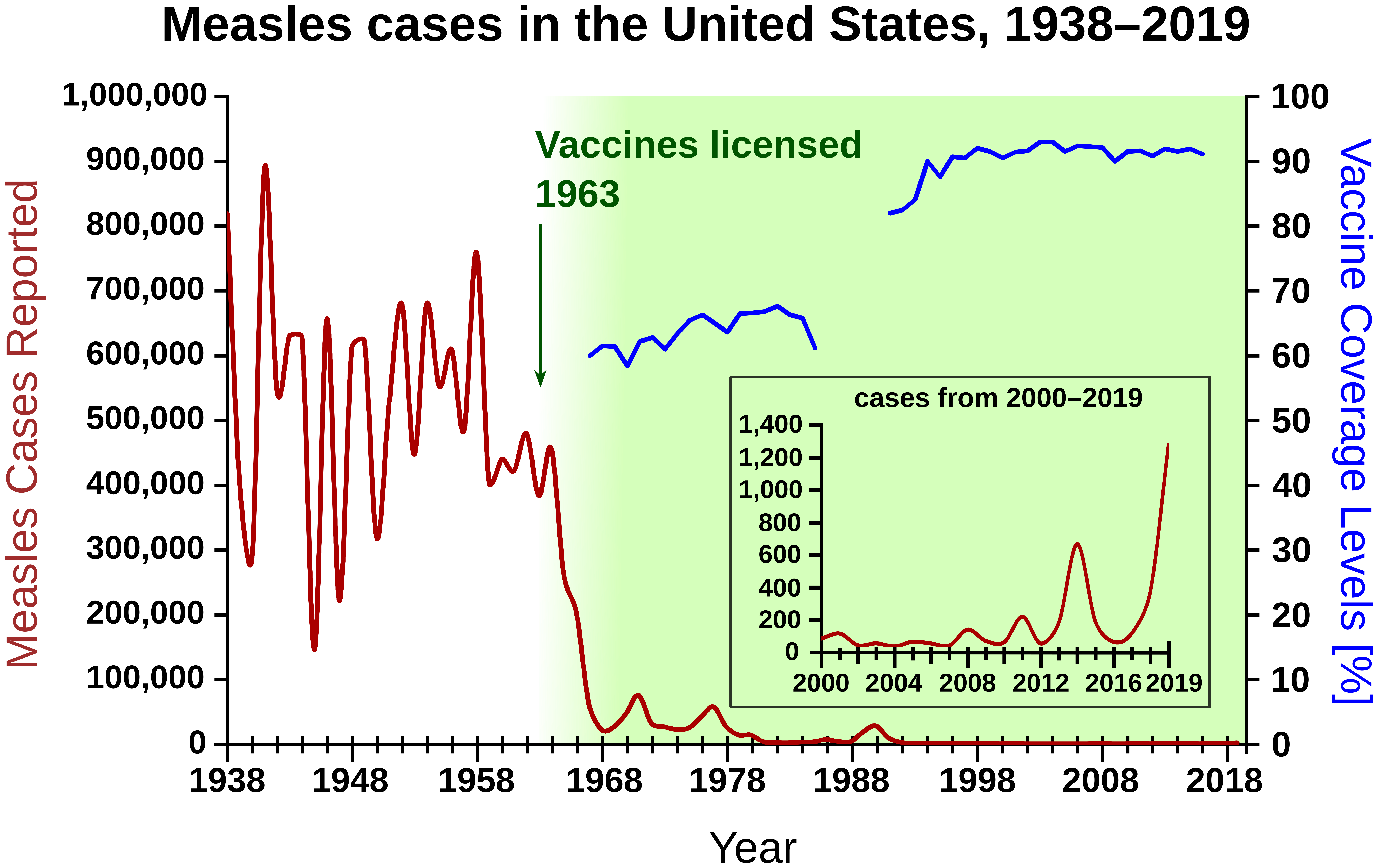
Casos de sarampión notificados en los Estados Unidos antes y después de la introducción de la vacuna.

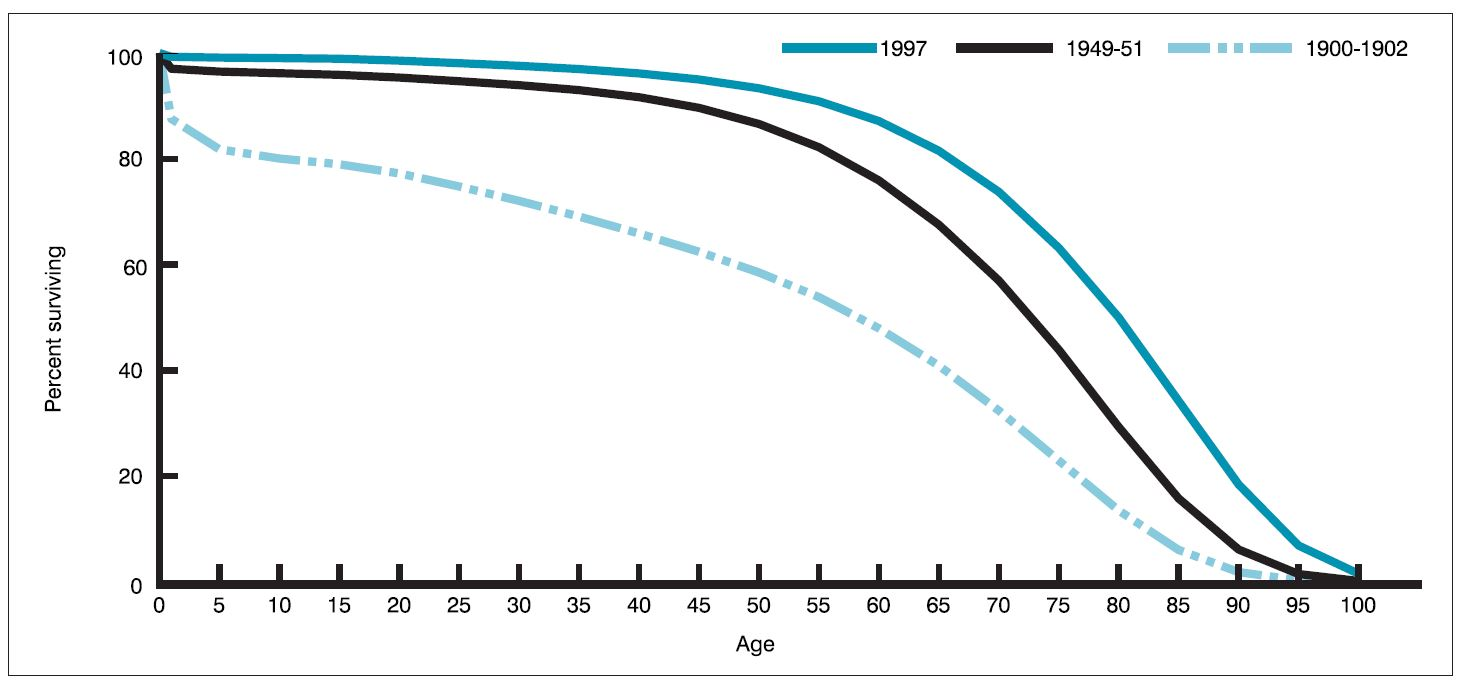
Porcentaje de supervivencia por edad en Estados Unidos en 1900, 1950 y 1997

Durante los años 1940-1955, la tasa de disminución de la tasa bruta de mortalidad en Estados Unidos se aceleró del 2% anual al 8% anual, y luego volvió a la tasa histórica del 2% anual. La dramática disminución en los años inmediatos a la posguerra se ha atribuido al rápido desarrollo de nuevos tratamientos y vacunas para enfermedades infecciosas que se produjo durante esos años. El desarrollo de vacunas continuó acelerándose, siendo el logro más notable del período el desarrollo de la vacuna contra la polio por parte de Jonas Salk en 1954 con la financiación de la Fundación Nacional para la Parálisis Infantil, una organización sin fines de lucro. El proceso de la vacuna nunca fue patentado, sino que se entregó a compañías farmacéuticas para que lo fabricaran como un genérico de bajo costo. En 1960, Maurice Hilleman de Merck Sharp & Dohme identificó el papovirus SV-40, que más tarde se demostró que causa tumores en muchas especies de mamíferos. Más tarde se determinó que SV-40 estaba presente como contaminante en lotes de vacunas contra la polio que se habían administrado al 90% de los niños en los Estados Unidos. 
La contaminación parece haberse originado tanto en la reserva celular original como en el tejido de mono utilizado para la producción. En 2004, el Instituto Nacional del Cáncer (Estados Unidos) anunció que había llegado a la conclusión de que el SV-40 no está asociado con el cáncer en las personas.
Otras vacunas nuevas notables de la época incluyen las del sarampión (1962, John Franklin Enders del Children's Medical Center Boston, posteriormente refinada por Maurice Hilleman en Merck), la rubéola (1969, Hilleman, Merck) y las paperas (1967, Hilleman, Merck). Las incidencias de rubéola, síndrome de rubéola congénita, sarampión y paperas en Estados Unidos disminuyeron >95% inmediatamente después de la vacunación generalizada. Los primeros 20 años de vacunación contra el sarampión autorizada en los EE. UU. evitaron aproximadamente 52 millones de casos de la enfermedad, 17 400 casos de retraso mental y 5 200 muertes.